# Taras Konoshchenko
Taras Konoshchenko (ukrainisch Тарас Конощенко/Taras Konoschtschenko; * vor 1975 in Kiew, Ukrainische SSR) ist ein ukrainischer Opernsänger in der Stimmlage Bass.

## Leben
Konoshchenko begann seine Ausbildung in den Fächern Klavier, Chorleitung sowie Opern- und Konzertgesang an Musikakademien in der Ukraine und setzte sie abschließend an der Musikhochschule München sowie als Mitglied des „Jungen Ensembles“ der Bayerischen Staatsoper fort.
1994 gab er unter Colin Davis sein Deutschlanddebüt als Sarastro in einer konzertanten Aufführung von Mozarts Die Zauberflöte im Münchner Prinzregententheater. Bei mehreren Gesangswettbewerben errang er Preise; zahlreiche Konzerte gab er seitdem in Europa sowie Nord- und Südamerika.
Von 1998 bis 2003 war Konoshchenko Ensemblemitglied der Bayerischen Staatsoper, wo er unter anderem Colline (La Bohème), Masetto (Don Giovanni), Il Re (Aida), Lodovico (Otello), Angelotti (Tosca), Nettuno (Il ritorno d’Ulisse in patria) und Zuniga (Carmen) sang. Von 2005 bis 2008 war er am Nationaltheater Mannheim als Padre Guardiano (La Forza del Destino), Leporello (Don Giovanni), Raimondo (Lucia di Lammermoor), Rocheford (Anna Bolena), Ferrando (Il Trovatore), Bartolo (Le nozze di Figaro), Angelotti (Tosca), Fafner (Das Rheingold) und Fiesco (Simone Boccanegra) zu hören.
Seit Herbst 2008 arbeitet er als freischaffender Künstler. In der Spielzeit 2009/10 sang er am Städtebundtheater Hof den Heiratsvermittler Kezal in der Oper Die verkaufte Braut. Im November 2010 trat er im Rahmen der Potsdamer Winteroper mit der Kammerakademie Potsdam als Alidoro in Rossinis Oper La Cenerentola auf. Ab der Spielzeit 2013/14 gehörte er zum Opernensemble am Theater Lübeck, wo er König Marke (Tristan und Isolde), Baculus (Der Wildschütz) Landgraf (Tannhäuser), Dulcamara (L’elisir d’amore), Rocco (Fidelio), Boris Timofejewitsch (Lady Macbeth von Mzensk), sowie die Titelrollen in Attila und Boris Godunow darstellte. Seit der Spielzeit 2019/20 ist Taras Konoshchenko fest am Staatstheater Nürnberg engagiert. In der Spielzeit 2021/22 sang er dort den König Arkel in einer konzertanten Produktion von Pelléas et Mélisande.
Seine Karriere führte ihn an viele Opernhäuser, darunter die Ukrainische Nationaloper Kiew, das Theater Bregenz, die Oper Bonn, die Deutsche Oper Berlin, die Volksoper Wien, das Theatre Royal de la Monnaie (Brüssel), das Anhaltische Theater Dessau, das Festspielhaus Baden-Baden, das Gran Teatre del Liceu (Barcelona), das Staatstheater Stuttgart, die Opéra de Toulon, das Theater Dortmund, Staatstheater Hannover. Konzerte sang er unter anderem mit den Münchner Philharmonikern, dem Israel Philharmonic Orchestra in Tel-Aviv und Haifa, dem Deutschen Symphonie-Orchester Berlin sowie mit den Bamberger Symphonikern am Richard-Strauss-Festival in Garmisch-Partenkirchen. Dabei arbeitete er mit Dirigenten wie Wolfgang Sawallisch, Zubin Mehta, James Levine, Kent Nagano, Fabio Luisi und Marcello Viotti zusammen.
Zu seinem Repertoire gehören mehr als 80 Partien, darunter Zaccaria (Nabucco), Ramfis (Aida), Banco (Macbeth), Fiesco (Simone Boccanegra), Basilio (Il barbiere di Siviglia), Rodolfo (La sonnambula), Pimen (Boris Godunow), Fürst Gremin (Eugen Onegin) und Kontschak (Fürst Igor).